# Espacio ultrabornológico
En análisis funcional, un espacio vectorial topológico (EVT) {\displaystyle X} se llama ultrabornológico si cada operador lineal acotado de {\displaystyle X} a otro EVT es necesariamente continuo. Una versión general del teorema de la gráfica cerrada es válida para espacios ultrabornológicos.
Los espacios ultrabornológicos fueron introducidos por Alexander Grothendieck (Grothendieck [1955, p. 17] "espace du type (β)").

## Definiciones
Sea {\displaystyle X} un espacio vectorial topológico (EVT).

### Preliminares
Un disco es un conjunto convexo y equilibrado.
Un disco en un EVT {\displaystyle X} se llama bornívoro si absorbe cualquier subconjunto acotado de {\displaystyle X.}
Una aplicación lineal entre dos EVT se denomina 'infraacotada si asigna discos de Banach a discos acotados.
Un disco {\displaystyle D} en un EVT {\displaystyle X} se denomina infrabornívoro si satisface cualquiera de las siguientes condiciones equivalentes:
1. {\displaystyle D} absorbe cada disco de Banach en {\displaystyle X.}

mientras que si {\displaystyle X} es localmente convexo entonces podemos agregar a esta lista:
1. El calibre de {\displaystyle D} es una aplicación infraacotada;[2]

mientras que si {\displaystyle X} es localmente convexo y de Hausdorff entonces se puede agregar a esta lista:
1. {\displaystyle D} absorbe todos los discos compactos;[2] es decir, {\displaystyle D} es "compactivo".

### Espacio ultrabornológico
Un EVT {\displaystyle X} es ultrabornológico si satisface cualquiera de las siguientes condiciones equivalentes:
1. Cada disco infrabornívoro en {\displaystyle X} es un entorno del origen.[2]

mientras que si {\displaystyle X} es un espacio localmente convexo, entonces se puede agregar a esta lista:
1. Todo operador lineal acotado desde {\displaystyle X} hasta un espacio vectorial topológico metrizable completo es necesariamente continuo.
2. Cada disco infrabornívoro está en un entorno de 0.
3. {\displaystyle X} será el límite inductivo de los espacios {\displaystyle X_{D}}, ya que D varía en todos los discos compactos en {\displaystyle X}.
4. Una seminorma en {\displaystyle X} que está acotada en cada disco de Banach es necesariamente continua.
5. Para cada espacio localmente convexo {\displaystyle Y} y cada aplicación lineal {\displaystyle u:X\to Y,} si {\displaystyle u} está acotado en cada disco de Banach, entonces {\displaystyle u} es continuo.
6. Para cada espacio de Banach {\displaystyle Y} y cada aplicación lineal {\displaystyle u:X\to Y,} si {\displaystyle u} está acotado en cada disco de Banach, entonces {\displaystyle u} es continuo.

mientras que si {\displaystyle X} es un espacio localmente convexo de Hausdorff, entonces se puede agregar a esta lista:
1. {\displaystyle X} es un límite inductivo de espacios de Banach.[2]

## Propiedades
Cada espacio ultrabornológico localmente convexo es barrilado, cuasi barrilado y bornológico, pero existen espacios bornológicos que no son ultrabornológicos.
- Cada espacio ultrabornológico {\displaystyle X} es el límite directo de una familia de espacios de Fréchet nucleares, que abarca {\displaystyle X.}
- Cada espacio ultrabornológico {\displaystyle X} es el límite inductivo de una familia de espacios DF nucleares, que abarca {\displaystyle X.}

## Ejemplos y condiciones suficientes
El producto finito de espacios ultrabornológicos localmente convexos es ultrabornológico. Los límites inductivos de los espacios ultrabornológicos son ultrabornológicos.
Todo espacio bornológico secuencialmente completo de Hausdorff es ultrabornológico. Así, cada espacio bornológico de Hausdorff completo es ultrabornológico. En particular, cada espacio de Fréchet es ultrabornológico.
El espacio dual fuerte de un complete espacio de Schwartz es ultrabornológico.
Todo espacio bornológico de Hausdorff que sea casi completo es ultrabornológico.
Contraejemplos
Existen espacios ultrabarrilados que no son ultrabornológicos.
Existen espacios ultrabornológicos que no son ultrabarrilados.